# NGC 3486
إن جي سي 3486 مجرة حلزونية ضلعية متوسطة تقع على بعد حوالي 27.4 مليون سنة ضوئية (8.41 فرسخ فلكي) في كوكبة الأسد الأصغر.تصنيفها المجري SAB(r)c,، مما يدل على أنها مجرة حلزونية ضلعية مع حلقات داخلية وأذرع حلزونية حرة وملتفة. هذا التصنيف في حدود مجرات زايفرت منخفضة السطوع التي لديها نواة مجرة نشطة. ومع ذلك، فقد تم الكشف عن أي انبعاث راديوي أو أشعة سينية من لب المجرة، وأنه قد يكون لديها ثقب أسود فائق الضخامة وصغير نسبيا أقل مليون مرة من كتلة الشمس.

## الإكتشاف
تم في 11 أبريل 1785 من قبل ويليام هيرشيل. ورصدها أيضا ابنة جون هيرشل 